# 名古屋臨海鐵道南港線
南港線（日语：／ Nankō sen */?）是连接愛知縣名古屋市南區的東港站和知多市知多站的貨物铁路线，屬於名古屋臨海鐵道。

## 路线数据
- 營運商：名古屋臨海鐵道（第一種鐵道事業）
- 路線長度：11.3km
- 軌距：1067mm
- 車站数：3站
- 複線區間：无（全線為单線鐵路）
- 電氣化區間：无（全線為非電氣化鐵路）
- 閉塞方式：單票閉塞

## 历史
1960年代以前名古屋港東側的貨物依靠名古屋鐵道築港線和常滑線運送，由於1950年代常滑線客運量和名古屋港的貨運量均大幅增加，名鐵希望分離貨物運送。1960年國鐵、名鐵、名古屋港決定共同出資成立名古屋臨海鐵道，並新建貨運線路，負責名古屋港東側的貨物運輸。此前東海製鐵 （現日本製鐵名古屋製鐵所）於1954年進駐名古屋港東側南方，因此必須新建線路連接東海製鐵所，該新建路線即南港線。
- 1968年9月1日－ 東港 - 南港站（日语：名古屋南貨物駅）开通。
- 1969年6月25日－ 南港 - 知多开通。
- 1983年10月1日－ 南港站改名為名古屋南港站。
- 1998年3月28日－ 名古屋南港站改名為名古屋南貨物站。
- 2015年8月1日－ 名古屋南貨物 - 知多休止。[3]

## 運行形態
東港駅 - 名古屋南貨物駅間每日有7對貨櫃輸送列車，其中一對是豐田汽車專用的TOYOTA LONGPASS EXPRESS。每日另有3對石灰岩輸送列車，經過本線和日本製鐵石灰石側線運送石灰岩；以及1對化學藥品輸送列車，輸送三洋化成工業的化學製品。

## 车站列表
| 站名         | 站名     | 站名                | 站間距離（公里） | 營業距離（公里） | 连接路线                        | 地点   | 地点     |
| 中文站名     | 日文站名 | 英文站名            | 站間距離（公里） | 營業距離（公里） | 连接路线                        | 地点   | 地点     |
| ------------ | -------- | ------------------- | ---------------- | ---------------- | ------------------------------- | ------ | -------- |
| 東港         |          | Tōkō                | 0.0              | 0.0              | 東港線 昭和町線 汐見町線 東築線 | 愛知縣 | 名古屋市 |
| 名古屋南貨物 |          | Nagoyaminamikamotsu | 6.9              | 6.9              |                                 | 愛知縣 | 東海市   |
| 知多         |          | Chita               | 4.4              | 11.3             |                                 | 愛知縣 | 知多市   |

### 網站
1. ↑  . www.meirintetu.co.jp.   [2022-07-02]. （原始内容存档于2022-05-18） （日语）.
2. ↑  . www.hotetu.net.   [2022-07-04]. （原始内容存档于2021-06-21）.
3. ↑  平成28年度鉄道要覧

### 書籍
- 名古屋臨海鉄道（編）. . 名古屋臨海鉄道. 1969.
- 名古屋臨海鉄道（編）. . 名古屋臨海鉄道. 1981.
- 名古屋臨海鉄道（編）. . 名古屋臨海鉄道. 1990.
- 岩堀春夫. . ないねん出版. 2003. ISBN 4931374417.